# Abbotsford (Wisconsin)
Abbotsford és una població dels Estats Units a l'estat de Wisconsin. Segons el cens del 2000 tenia 1.956 habitants.

## Demografia
Segons el cens del 2000, Abbotsford tenia 1.956 habitants, 817 habitatges, i 516 famílies. La densitat de població era de 247,6 habitants per km².
Dels 817 habitatges en un 27,8% hi vivien nens de menys de 18 anys, en un 51,7% hi vivien parelles casades, en un 7,2% dones solteres, i en un 36,8% no eren unitats familiars. En el 31,8% dels habitatges hi vivien persones soles el 16,9% de les quals corresponia a persones de 65 anys o més que vivien soles. El nombre mitjà de persones vivint en cada habitatge era de 2,31 i el nombre mitjà de persones que vivien en cada família era de 2,92.
Per edats la població es repartia de la següent manera: un 23,3% tenia menys de 18 anys, un 7,1% entre 18 i 24, un 28% entre 25 i 44, un 18,7% de 45 a 60 i un 22,9% 65 anys o més.
L'edat mediana era de 40 anys. Per cada 100 dones de 18 o més anys hi havia 93,5 homes.
La renda mediana per habitatge era de 36.949 $ i la renda mediana per família de 46.058 $. Els homes tenien una renda mediana de 30.650 $ mentre que les dones 22.727 $. La renda per capita de la població era de 17.133 $. Aproximadament l'1,9% de les famílies i el 6,7% de la població estaven per davall del llindar de pobresa.

## Poblacions més properes
El següent diagrama mostra les poblacions més properes.